# Прецесия
Прецесия е промяна на наклона на оста (оттам и на равнината) на въртене на едно тяло. Всяко въртящо се твърдо тяло може да прецесира.

## Прецесия на жироскоп
Жироскоп е устройство с маховик (тежко въртящо се тяло), което може да променя оста си на въртене във всяка една посока, но се стреми да я запазва заради въртящия се маховик.
Жироскопът може да прецесира —
- представете си, че сме го завъртели в една посока (около една ос)
- ако се опитаме да го завъртим в друга посока (около друга ос)
- той ще се завърти около трета ос – перпендикулярна на другите две.

## Прецесия на Земята

### Прецесия на оста на Земята
Земната ос прецесира – върти се под наклон около оста на еклиптиката в посока, обратна на посоката на движение на Земята около Слънцето, с период приблизително 25 800 години.

### Прецесия на равноденствията
- Р1 – настоящо положение на северния небесен полюс на фона на съзвездията
- Р2 – положение на северния небесен полюс след известно време – изместване в резултат от прецесията
- П – северен полюс на еклиптиката – намира се в Дракон (близо до главата на Дракона, α= 18h, δ= 66°33')
- За 25 800 години Р описва кръг с радиус 23°27' около П.
- ♈︎1 – положение на пролетната равноденствената точка на фона на съзвездията сега
- ♈︎2 – положение на пролетната равноденствената точка след известно време.
- Пролетната (и есенната, разбира се) равноденствена точка бавно се мести от изток на запад по еклиптиката с 50".26 годишно.
- Следователно екваториалните координати на звездите α и δ не са постоянни с времето, а звездните карти остаряват.
- Затова α и δ се дават за определена епоха – относно положението на ♈︎ за определена година, например за епоха 1950 или 2000 г.